# The Ashes 1886
Il The Ashes 1886 è stata la 4ª edizione del prestigioso The Ashes di cricket. La serie di 3 partite si è disputata in Inghilterra tra il 5 luglio e il 14 agosto 1886.
La vittoria è andata alla selezione inglese, che ha vinto per 3-0.

## Risultati

### Test 1
| 5-7 luglio Referto |

| Australia         | v | Inghilterra        |
| 205 (137.1 overs) |   | 223 (157.2 overs)  |
| 123 (118.3 overs) |   | 107/6 (77.2 overs) |

- Australia vince il sorteggio e decide di battere

### Test 2
| 19-21 luglio Referto |

| Inghilterra     | v | Australia         |
| 353 (259 overs) |   | 121 (82.3 overs)  |
|                 |   | 126 (111.1 overs) |

- Inghilterra vince il sorteggio e decide di battere

### Test 3
| 12-14 agosto Referto |

| Inghilterra       | v | Australia       |
| 434 (304.1 overs) |   | 68 (60.2 overs) |
|                   |   | 149 (97 overs)  |

- Inghilterra vince il sorteggio e decide di battere